# Буровский сельский совет
Буровский сельский совет (укр. Бурівська сільська рада) — упразднённая административная единица в составе
Городнянского района
Черниговской области
Украины.
Административный центр сельского совета находится в 
с. Буровка
.

## Населённые пункты совета
- с. Буровка
- с. Безиков